# La Tossa (Puigbalador)
La Tossa és una muntanya de 1.613 m alt situada al massís del Carlit, al límit del Donasà (Arieja), al nord, i el Capcir (Catalunya del Nord) al sud. Així mateix marca el límit septentrional del català i sobremira la vall de l'Aude. Pertany al terme de Puigbalador, del Capcir i de Queragut, del Donasà.
Està situada al nord-est del centre del terme de Puigbalador, al sud del de Queragut. És el punt més septentrional de la comuna i de la comarca del Capcir.